# Unterzettlitz (Kulmbach)
Unterzettlitz (oberfränkisch: Undedseddlids) ist ein Gemeindeteil der Großen Kreisstadt Kulmbach im Landkreis Kulmbach (Oberfranken, Bayern). Unterzettlitz liegt in der Gemarkung Leuchau.

## Geografie
Das Dorf liegt im linken Ufer des Roten Mains und ist von Acker- und Grünland umgeben. Eine Gemeindeverbindungsstraße führt zur Staatsstraße 2190 bei Melkendorf (1,7 km nordwestlich) bzw. nach Oberzettlitz (0,7 km südlich), eine weitere führt an der Frischenmühle vorbei nach Windischenhaig (1 km südwestlich).

## Geschichte
Der Ort wurde 1398 als „Nydernzedlitz“ erstmals urkundlich erwähnt. Der Ortsname bedeutet „kleine Siedlung“ (von slaw. sedlici). Unterzettlitz ist eine Ausbausiedlung von Oberzettlitz.
Gegen Ende des 18. Jahrhunderts bestand Unterzettlitz aus vier Anwesen. Das bayreuthische Stadtvogteiamt Kulmbach übte das Hochgericht aus und hatte zugleich die Dorf- und Gemeindeherrschaft. Grundherren waren das Kastenamt Kulmbach (eine Mahlmühle, ein Tropfhaus) und das Klosteramt Kulmbach (zwei Höfe).
Von 1797 bis 1810 unterstand der Ort dem Justiz- und Kammeramt Kulmbach. Mit dem Gemeindeedikt wurde Unterzettlitz dem 1811 gebildeten Steuerdistrikt Melkendorf zugewiesen. 1812 kam es zum Steuerdistrikt und Ruralgemeinde Gößmannsreuth. Mit dem Zweiten Gemeindeedikt (1818) wurde die Gemeinde nach Leuchau umbenannt. Am 1. Juli 1976 wurde Unterzettlitz im Zuge der Gebietsreform in Bayern nach Kulmbach eingegliedert.

### Einwohnerentwicklung
| Jahr      | 001809 | 001818 | 001861 | 001871 | 001885 | 001900 | 001925 | 001950 | 001961 | 001970 | 001987 |
| Einwohner | 40     | 42     | 50     | 67     | 48     | 59     | 51     | 61     | 53     | 61     | 53     |
| Häuser    |        | 6      |        |        | 9      | 10     | 9      | 8      | 9      |        | 13     |
| Quelle    | [ 11 ] | [ 8 ]  | [ 12 ] | [ 13 ] | [ 14 ] | [ 15 ] | [ 16 ] | [ 17 ] | [ 18 ] | [ 19 ] | [ 1 ]  |

## Religion
Unterzettlitz ist seit der Reformation evangelisch-lutherisch geprägt und nach St. Johannes der Täufer (Hutschdorf) gepfarrt.